# Ideogram
Ideogram ili ideograf (od starogrčkih riječi ἰδεα idea "ideja" + γραφω grapho "pisati") je grafički simbol koji predstavlja ideju umjesto skupa slova koja prikazuje foneme govornog jezika u abecednim pismima. Primjeri ideograma uključuju znakove za orijentaciju, poput onih na zračnim lukama i drugim mjestima gdje se pretpostavlja da ljudi ne moraju znati jezik, odnosno arapske brojke i matematički simboli, koji se koriste širom svijeta bez obzira na jezik.
Izraz "ideogram" često se rabi kako bi opisao logografska pisma kao što su hijeroglifi i Kinesko pismo.  Međutim, u logografskim sustavima simboli često označavaju pojedinu riječ ili morfem prije nego čiste pojmove.

## Vanjske poveznice
- AIGA Symbol Signs Common US ideograms.
- American Heritage Dictionary definition
- Encyclopedia Britannica online entry  Arhivirana inačica izvorne stranice od 11. lipnja 2008. (Wayback Machine)